# Базелла белая
Базелла белая, или малабарский шпинат (лат. Basella alba) — вид двудольных растений из рода Базелла семейства Базелловые. Благодаря широкому культивированию натурализовалась в тропиках обоих полушарий.

## Ботаническое описание
Базелла белая — быстрорастущая травянистая лиана с зелёными или красноватыми стеблями длиной до 10 м.
Листья очерёдные, округлые или сердцевидные, цельнокрайние, суккулентные, 3—9 см длиной и 2—8 см шириной; имеют характерный мягкий аромат и слизистую структуру. Черешок 1—3 см длиной.
Соцветие — простой колос 3—15 (до 20) см длиной. Прицветники продолговатые. Околоцветник розоватый или красноватый, яйцевидной формы, 3—4 мм длиной; 2 чашелистика и 5 лепестков схожи. Тычинок 5, тычиночные нити белые. Пестик желтоватый. 
Плод тёмно-красная или чёрная костянка с фиолетовой мякотью, 5—6 мм в диаметре.
Цветение с мая по сентябрь, плодоношение с июня по октябрь.

## Ареал
Ареал вида охватывает Индию, Шри-Ланку, Бангладеш и страны Юго-Восточной Азии.
В качестве адвентива базелла белая натурализовалась в Японии, в Юго-Восточном Китае, в тропических странах Западной, Центральной и Восточной Африки, в США (Алабама, Флорида), странах Карибского бассейна,  в некоторых странах Южной Америки (юго-восток Бразилии, Суринам, Колумбия) и в Чехословакии.

## Использование
Сочные листья базеллы белой богаты витаминами A и C, железом и кальцием. В китайской, индийской, вьетнамской и суринамской кухнях их широко используют в супах в сочетании с чесноком и жгучим перцем. Фиолетовый сок плодов используется в качестве пищевого красителя.
В традиционной медицине используется в качестве лёгкого слабительного. Листья используются для заживления ран.